# Balinees (kattenras)
De Balinees is de langharige variant van de Siamees. Het ras heeft een sluike zijdeachtige vacht met een pluimstaart die weinig onderhoud vereist. Het karakter en uiterlijk is verder identiek aan het moederras. Het is een extraverte, zeer actieve en aandacht vragende kat.